# Erwin Hahn
Pour les articles homonymes, voir Hahn.
Erwin Lewis Hahn, né le 9 juin 1921 en Pennsylvanie (États-Unis) et mort le 20 septembre 2016 en Californie (États-Unis), est un physicien américain bien connu pour son travail sur la résonance magnétique nucléaire (RMN).